# Giulia Maria Crespi
Giulia Maria Crespi, née le 6 juin 1923 à Merate et morte à Milan le 19 juillet 2020, est une dirigeante de presse italienne, et la fondatrice du Fondo per l'Ambiente Italiano.

## Biographie
Giulia Maria Crespi est issue de la famille Crespi  et de la branche de cette famille, propriétaire du journal Corriere della Sera à partir de 1882.

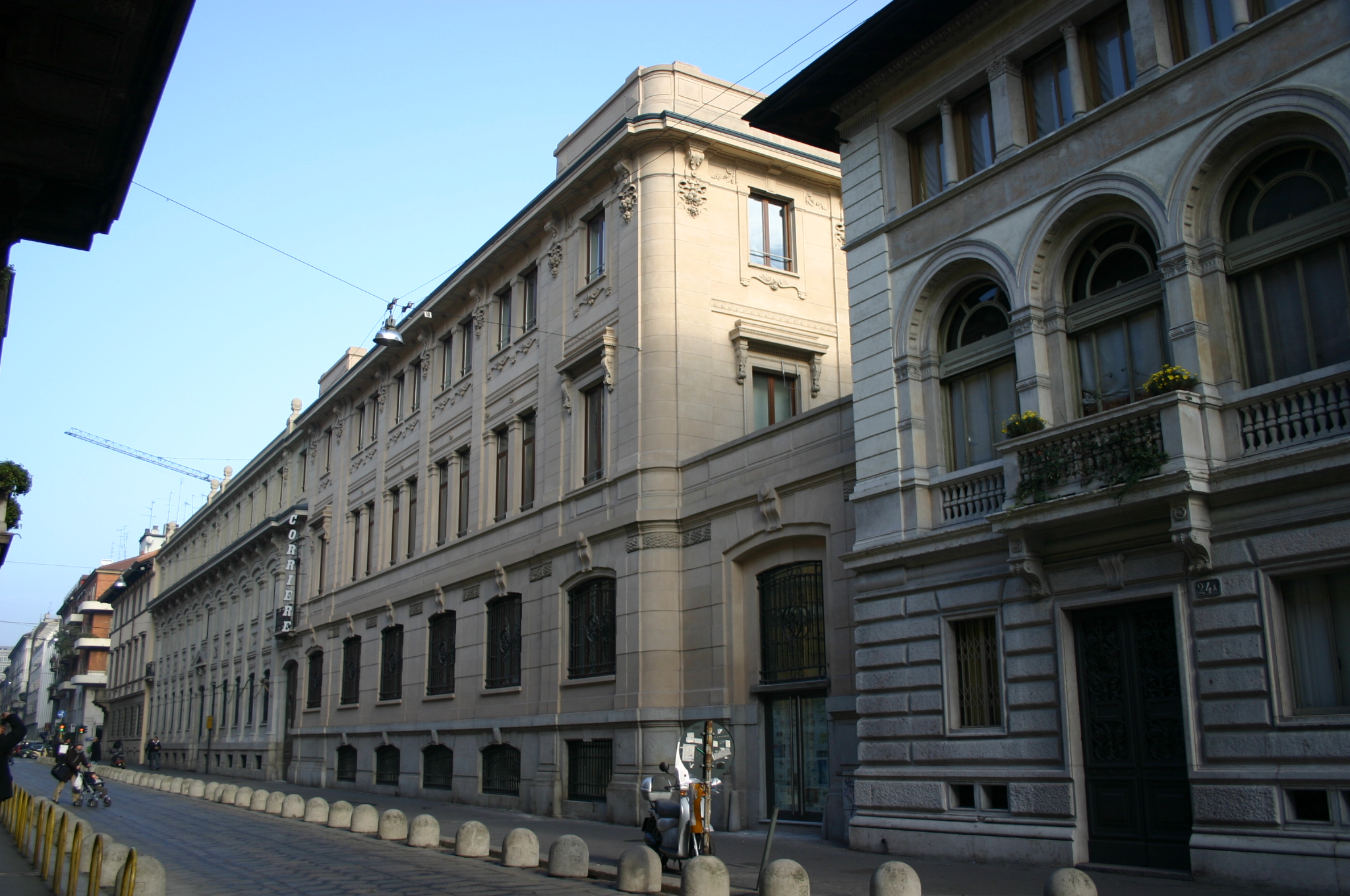
Siège historique du Corriere della Sera, Via Solferino à Milan.

Ce journal devient au début du XXe siècle le premier quotidien ayant une  diffusion nationale. Il dispose d'une grande influence au sein d’une nation alors à la recherche de son identité, et diffuse des idées laïques et bourgeoises. Les plus grands noms de la littérature y écrivent : Gabriele D'Annunzio, Luigi Pirandello, Luigi Einaudi, Giuseppe Giacosa, Renato Simoni, Dino Buzzati, Alberto Moravia...  Les corrieristi, c'est-à-dire ses journalistes ont une solide formation historique et littéraire. Le siège du journal est implanté via Solferino, à Milan, alors véritable « capitale culturelle et morale de l’Italie unifiée ». Le fonctionnement interne y est rigoureux et hiérarchisé. 
La famille des Crespi  y règne, mais délègue la conduite réelle et éditoriale du journal au directeur de la publication. Ils ont leur entrée privée, laissant l’entrée principale au directeur de la publication et aux journalistes. Dans l’entre-deux-guerres, trois frères Crespi, Mario, Vittorio et Aldo, détiennent  toujours la société éditrice et sont confrontés au fascisme. Le directeur de la publication, Luigi Albertini, s'oppose aux idées de Benito Mussolini. Mais il est contraint de démissionner en 1925, et le quotidien milanais se laisse alors aller à quelques complaisances. Après la Seconde Guerre mondiale, Rome devient réellement la capitale politique et culturelle de l’Italie aux dépens de Milan. Giulia Maria Crespi commence à travailler au sein du journal dans les années 1960. Elle se marie le 2 juin 1965 avec l'architecte Guglielmo Mozzoni. Au début des années 1970, après la mort de Mario et de Vittorio Crespi et la grave maladie du troisième frère, Aldo, le Corriere passe aux mains de Giulia Maria Crespi, la fille d’Aldo. Celle-ci prend également  la direction éditoriale.
Elle est surnommée la tsarine rouge, pour sa volonté de diriger la rédaction et pour ses relations avec des intellectuels de gauche. En 1972, devant les difficultés économiques du groupe, dues plus aux autres titres  du groupe qu'au quotidien lui-même, deux héritiers des Crespi vendent leurs parts. Par la force des choses, Giulia Maria Crespi se retrouve associée, dans l’actionnariat du quotidien à Gianni Agnelli, président de la FIAT, et à Angelo Moratti, dirigeant d’entreprise, pétrolier et dirigeant du club Inter Milan. Elle nomme un nouveau directeur de publication, Piero Ottone, qui se fait davantage l’écho, dans les sujets mis en exergue, des mouvements de contestations étudiants ou ouvriers. La bourgeoisie milanaise est surprise par l’évolution du Corriere, traditionnellement modéré, mais la diffusion du journal n’en souffre pas. En 1973, une des plumes historiques de la rédaction, Indro Montanelli, claque la porte. Cette même année, les ventes du Corriere atteignent des sommets avec une diffusion quotidienne moyenne à 700 000 exemplaires.
En 1974, Giulia Maria Crespi vend le groupe de presse  à l’éditeur Andrea Rizzoli,.
Elle s’investit dès lors dans un fonds pour l’environnement italien, le Fondo per l'Ambiente Italiano, une organisation à but non lucratif inspirée du National Trust anglais. En 2009, à 86 ans et après 34 ans à la tête de cette fondation, elle en quitte la présidence, et se lance dans la réalisation d’un plan touristique italien basé sur le développement durable.
Giulia Maria Crespi est morte à Milan le 19 juillet 2020 à l'âge de 97 ans.

## Distinction
- Dame grand-croix de l'ordre du Mérite de la République italienne[7].

#### Articles de presse
- Reuter, « Deux tiers du capital du Corrierre della Sera sont acquis par un éditeur », Le Monde,‎ 18 juillet 1974 (lire en ligne).
- (it) Franco Di Bella, Corriere segreto, Rizzoli, 1982.
- Philippe Pons, « En Italie le " Corriere della sera " cherche un acheteur », Le Monde,‎ 29 novembre 1982 (lire en ligne).
- (it) Afeltra Gaetano, « Montanelli. appuntamenti con la storia », Corriere della Sera,‎ 19 novembre 1992, p. 33 (lire en ligne).
- AFP, « Des inondations et coulées de boue font au moins 14 morts en Sicile », Libération,‎ 2 octobre 2009 (lire en ligne).
- (it) Libro d'Oro, « Famiglia Mozzoni », Libro d'Oro della Nobiltà Italiana - Collegio Araldico Roma, vol. II, no 14,‎ 2010, p. 183.